# Caesaropapismus

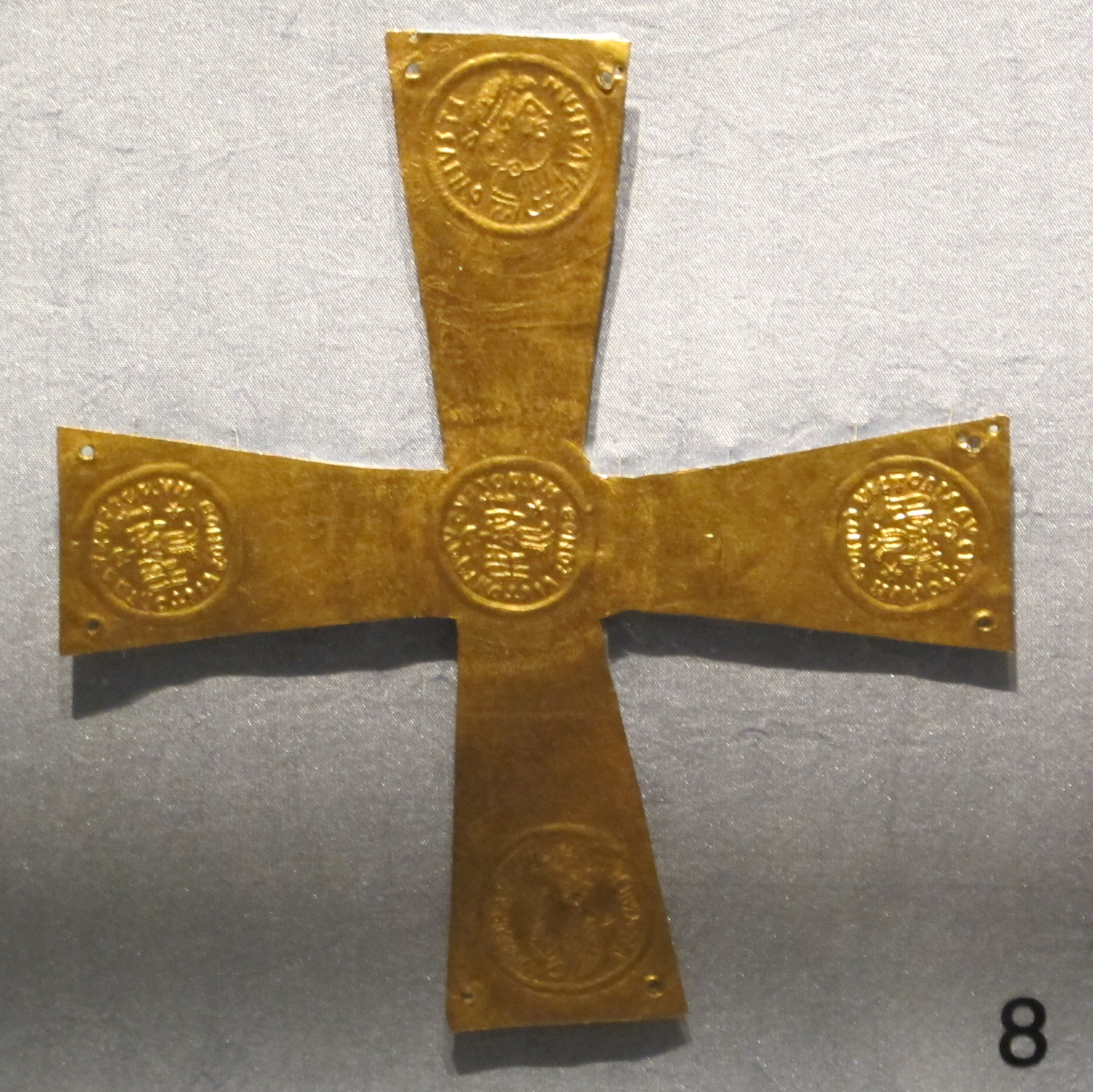
Kříž ze zlatého plátu s mincemi vyobrazujícími císaře Justina II.

Caesaropapismus je označení pro spojení nejvyšší světské moci (latinsky imperium, regnum, řecky basileia) a církevní (latinsky sacerdotium, řecky hierosyné) v osobě panovníka, typické především pro raně středověkou Byzanc.

## Caesaropapismus v byzantské říši
Caesaropapismus v byzantské říši byl dědictvím poměrů z pozdně římského impéria, kdy císař vykonával funkci nejvyššího kněze (latinsky pontifex maximus). Byzantský panovník byl zároveň vládcem říše i nejvyšším představitelem křesťanské církve, protože věřící i duchovenstvo byli ze státního hlediska jeho poddanými. Císař sám - dle své křesťanské povinnosti - měl závazek používat svou od Boha danou světskou moc na ochranu církve a pro blaho a spásu věřících. V oblasti církevně-správní svolával koncily (a financoval jejich konání, aby se vůbec mohly konat) a předsedal jim, vydával světské zákony i nařízení pro církev a teologická rozhodnutí (která však podléhala kritice a schválení církve; v určitých případech církev jeho teologické názory dříve či později odmítla), mohl dosadit nebo odvolat patriarchy (což opět podléhalo kritice církve - v takových případech zvláště mnišstva a věřících). Za sobě podřízené považoval nejen východní patriarchy, ale například Justinián I. – ještě zcela v duchu antické tradice – také římského papeže (římský papež byl však na Východě považován za poddaného byzantskému imperátorovi prakticky až do velkého schismatu, 1054). Jako věřící zůstával císař sice laikem, ale měl některé liturgické výsady, příslušející pouze kněžím. V chrámu směl vstoupit k oltáři skrze tzv. královskou bránu (zlatá vrata), kterou jinak může procházet jen duchovenstvo, podílet se na přípravě svatého přijímání (přijímal v oltářní části chrámu spolu s duchovenstvem) nebo udělovat požehnání jako biskupové.
Caesaropapismus kodifikoval zákoník Corpus iuris civilis. Podle něj neměly být sféra světská a sféra církevní od sebe nijak přísně odděleny, naopak panovník a patriarchové měli harmonicky spolupracovat v zájmu blaha říše. Ideálem byla tzv. „symfonie“ světské a církevní vlády, která měla přinášet říši blaho a občanům spásu. Realita se ideálu této „symfonie“ přibližovala někdy více, jindy méně. Přesto i v Byzanci docházelo ke sporům mezi císaři a konstantinopolskými patriarchy, a to především v těch případech, kdy se státní zájmy neshodovaly s úsilím ortodoxní církve o zachování čistoty víry (například v otázce přístupů k heretikům, za bojů o uctívání obrazů nebo později, kdy už císařovo postavení v církvi nebylo tak neomezené, ve snaze uzavřít církevní unii - čili sjednocení s Římem). Na těchto případech je zřetelně vidět, že vliv císaře na církev nebyl neomezený a jeho moc na církví uznávali duchovní a věřící do té míry, do jaké sám císař byl nositelem křesťanské orthodoxie. Takže když se jednalo o věci víry a církevního učení i praxe, pak se církev dokázala postavit požadavkům císaře tvrdě na odpor; nejvíce v zachovávání víry a církevního učení i proti vůli císaře se vyznamenalo mnišstvo. Nelze doložit, že by se některému z císařů někdy podařilo natrvalo změnit víru církve, byť část církve mohla někdy na čas podlehnout tlaku císaře (viz např. ikonoborectví).
Alexandr Schmemann (známý současný pravoslavný západoevropský teolog) napočítal v období od konce. 11. stol do pol. 15. stol. celkem 28 pokusů, kdy se byzantští imperátoři snažili dostat Církev do podřízenosti římským papežům. Uspěl jeden pokus - ten poslední, ale tuto unii s Římem se císař ani neodvážil v Byzanci publikovat.
Pozoruhodné je, že právě dva z konstantinopolských patriarchů, kteří jsou v Římě nejméně oblíbeni: sv. Fótios Veliký (vyslal na Velkou Moravu sv. Cyrila a Metoděje) a Michal Kerularios (jeden z aktérů velkého schismatu), patří právě k těm nejsilnějším patriarším osobnostem, které nejrozhodněji přesekali všechny vazby caesaropapismu a nechovali podle politiky císařů; spíše naopak - nutili císaře, aby se sjednotil s názorem Církve.

## Praxe caesaropapismu v západní Evropě
Přestože latinský západ spojení světské a duchovní moci nikdy v teorii neuznal a naopak začal brzy zastávat názor, že svět je řízen dvojí mocí, prosadil se tu caesaropapismus dočasně v praxi, například v raně středověkých germánských říších.
V římskokatolické církvi se po velkém schizmatu (1054) začal uplatňovat jakýsi „caesaropapismus naruby“ (papocesarismus), neboť římský papež začal usilovat nejen o duchovní moc, ale i o nadvládu nad mocí světskou.